# De Standaard
De Standaard è un quotidiano belga in lingua olandese. Oltre a De Morgen e De Tijd, è uno dei giornali fiamminghi che si definiscono giornali di qualità.

## Storia

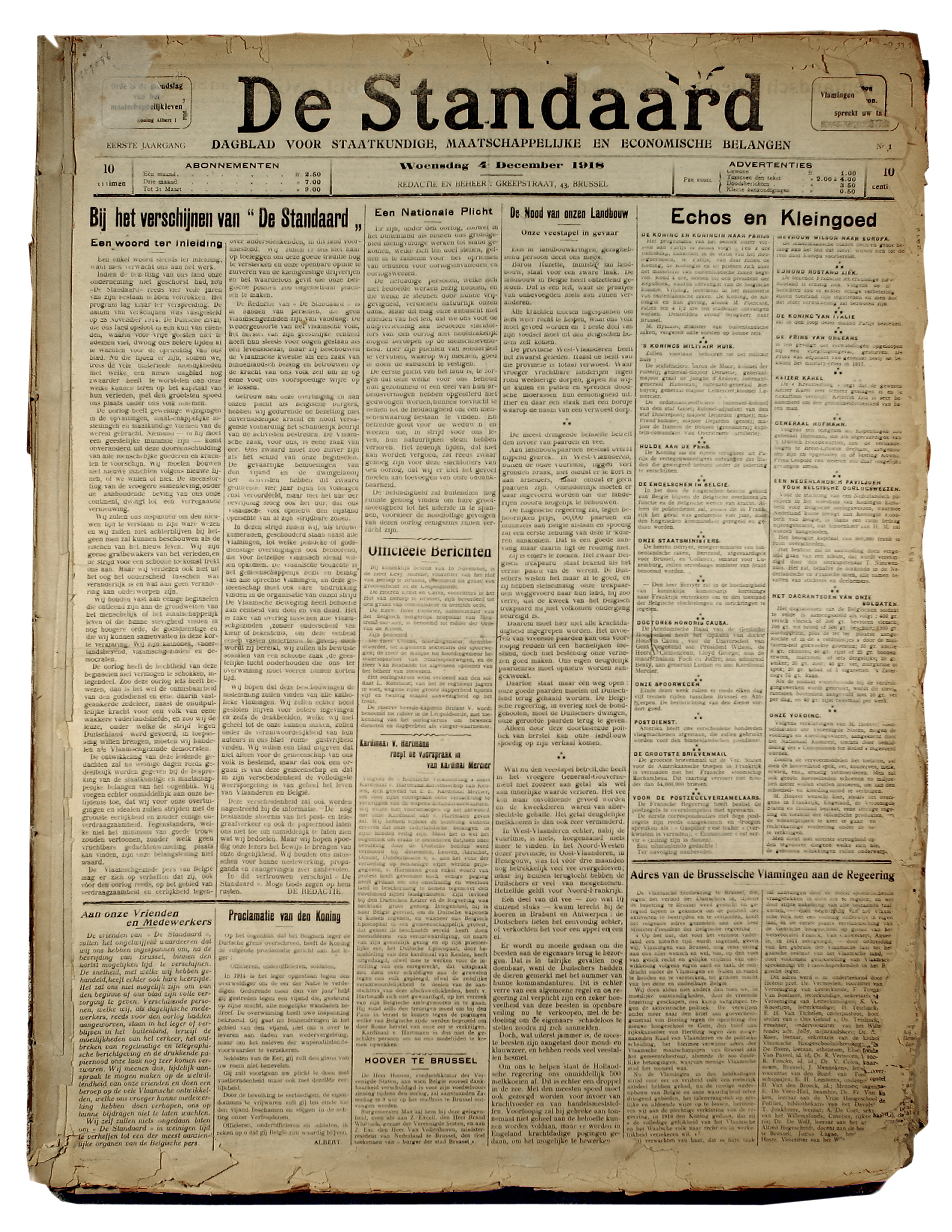
Pagina della prima edizione del De Standaard, del 4 dicembre 1918

De Standaard viene pubblicato dal 1918. Quando il Belgio fu occupato dalla Wehrmacht tedesca nel 1940, l'editore cessò la sua pubblicazione e pubblicò invece un nuovo giornale, Het Algemeen Nieuws. Dopo la guerra, l'editore fu quindi accusato di collaborare con i tedeschi. La casa editrice N.V. De Standaard ha ricevuto un divieto di pubblicazione di due anni. Pertanto, fu fondata una nuova casa editrice, De Gids N.V., che pubblicò nel novembre del 1944 De Nieuwe Standaard.
Quando il divieto di pubblicazione fu revocato nel 1947, N.V. De Standaard ha ottenuto il titolo e ha ottenuto il diritto legale. De Nieuwe Standaard fu quindi ribattezzato De Nieuwe Gids nell'aprile 1947 e dal 1º maggio 1947 De Standaard apparve di nuovo. Nel giugno 1976, la casa editrice dichiarò bancarotta, poche settimane dopo, una nuova casa editrice fondata, la VUM, da allora ha pubblicato il giornale.

## Allineamento
Fin dall'inizio, De Standaard ha seguito un corso decisamente fiammingo. Il giornale è stato a lungo un portavoce delle Fiandre cattoliche, appoggiato politicamente dai Cristiano-democratici. Negli anni novanta, il giornale ha lanciato lo slogan Tutto per le Fiandre - Fiandre per Cristo. Da allora è aperto a diverse direzioni. Dall'8 marzo 2004 appare in formato tabloid e ha diversi supplementi settimanali.

## Premio
Nel 2012, i redattori scientifici di De Standaard hanno ricevuto il Zesde Vijs, un premio presentato dal movimento scettico SKEPP. Il premio viene assegnato alle iniziative dei media che trattano "il paranormale e la pseudoscienza in modo obiettivo".

## Circolazione e vendita

### Stampa di circolazione
| Nome              | 1918      | 1922       | 1932       | 1939       | 1999   | 2000   | 2001   | 2002   | 2003   | 2004   | 2005   | 2006   |
| ----------------- | --------- | ---------- | ---------- | ---------- | ------ | ------ | ------ | ------ | ------ | ------ | ------ | ------ |
| Edizione - Stampa | ca. 4.000 | ca. 12.000 | ca. 25.000 | ca. 35.000 | 98.169 | 98.235 | 95.867 | 93.500 | 94.890 | 97.540 | 98.685 | 98.848 |

### Circolazione e vendite: stampa e digitale
| Nome               | 2007    | 2008    | 2009    | 2010    | 2011    | 2012    | 2013    | 2014    | 2015    |
| ------------------ | ------- | ------- | ------- | ------- | ------- | ------- | ------- | ------- | ------- |
| Edizione - Stampa  | 104.758 | 107.803 | 104.746 | 106.027 | 108.828 | 107.354 | 104.134 | 101.375 | 98.008  |
| Vendita - Stampa   | 90.327  | 90.977  | 89.063  | 91.107  | 92.825  | 92.499  | 91.788  | 89.338  | 86.350  |
| Vendita - Digitale | 3.622   | 3.096   | 2.742   | 2.604   | 4.146   | 6.710   | 7.120   | 11.448  | 14.185  |
| Vendita - Totale   | 93.949  | 94.073  | 91.805  | 93.711  | 96.971  | 99.209  | 98.908  | 100.786 | 100.535 |

De Standaard Online ha dal 2004 iscrizioni web che danno accesso a tutti gli articoli e all'archivio articoli via Internet.
Fonte: CIM